# Comité national interprofessionnel de la pomme de terre
Le Comité national interprofessionnel de la pomme de terre (CNIPT)est une organisation interprofessionnelle française regroupant les producteurs, les négociants et les distributeurs de pommes de terre. Il a été créé par l'arrêté du 27 juillet 1977.

## Organisation

### Gouvernance
Le CNIPT se compose de deux collèges , composés des organisations représentatives du secteur.
Le collège de la production est composé des organisations suivantes : Coordination rurale, Felcoop regroupant les acteurs de la coopération, l'Union nationale des producteurs de pommes de terre (UNPT).
Le collège du commerce est composé de : Fedepom regroupant les acteurs du négoce, le Syndicat national interprofessionnel des courtiers en pommes de terre (SNCPT), la Fédération du commerce et de la distribution (FCD) ainsi que Saveurs commerce représentant les détaillants.

### Financement
Le budget prévisionnel pour la période 2021 du CNIPT est de 5,4 millions d'euros qui proviennent de contributions volontaires obligatoires.

## Missions
Le champ d’action du CNIPT concerne principalement la pomme de terre de consommation commercialisée en l’état sur le marché du frais.
Le comité a quatre missions principales : la veille économique, la qualité des produits et l’établissement de normes de commercialisation, la promotion, ainsi que le financement de la recherche et du développement.
Le comité est doté de son propre corps de contrôle, dont le rôle est de vérifier sur les lieux de vente la qualité des pommes de terre afin de s'assurer du respect des normes de commercialisation.

## Engagements
En octobre 2017, le président de la République demande aux interprofessions d'élaborer des plans de développement et de transformation des filières agricoles et agroalimentaires. Le CNIPT élabore un plan de filière pour la pomme de terre, avec le Groupement interprofessionnel pour la valorisation de la pomme de terre (GIPT) qu'il remet au ministre de l'Agriculture en décembre 2017.
Ce plan concerne le secteur frais, couvert par le CNIPT, et le secteur de la pomme de terre transformée, couvert par le GIPT. Il comporte trois objectifs : l'augmentation de la production de fécule de 30 à 40 % pour des utilisations alimentaires ; un objectif d'auto-suffisance en bio grâce à des variétés plus résistantes aux maladies ; le développement de l'export vers des pays plus lointains, comme l’Afrique.